# Jean Alessandrini
Pour les articles homonymes, voir Alessandrini.
Jean Alessandrini, né le 3 août 1942 à Marseille, est un typographe, illustrateur et écrivain français, auteur de romans policiers et de littérature de jeunesse. Il est notamment connu pour avoir mis au point en 1979 une classification des caractères typographiques : le Codex 80 et, en tant qu'écrivain, il s'est vu décerner en 1994 le prix Goncourt jeunesse.

## Biographie
Après des études à Paris, il tente sans succès d'entrer à l'école des arts appliqués puis suit un apprentissage au collège d’art graphique de la rue Corvisart à Paris, où il entre en contact avec ses premières « lettres ». Il devient ensuite maquettiste et illustrateur de presse, pour Paris Match, pour Lui, dont il dessine le logo, et pour la revue de bandes dessinées Pilote , revue pour laquelle il s'occupe de la typographie, du logo, des illustrations et dans laquelle il publie des jeux et des nouvelles et réalise également des couvertures,. Il réalise à la même époque des couvertures pour les Éditions Gallimard.
Illustrateur indépendant à partir de 1966, il collabore à diverses éditions, comme la série des Livres de la santé, puis Albert Hollenstein et son atelier Phototypo lui permet d'éditer plusieurs de ses créations typographiques (Hypnos, Akenaton, Alessandrini 7 et la plus connue, Mirago).
Jean Alessandrini a mis au point en 1979 une classification des caractères typographiques : le Codex 80. Il s'agit d'une classification supplémentaire basée sur la forme des empattements, après celles de Francis Thibaudeau, Maximilien Vox et Aldo Novarese. Elle n'eut pas un grand succès.
En 1989, il obtient la mention Premio Grafico de la Foire du livre de jeunesse de Bologne (Italie) pour son ouvrage jeunesse Rentre chez toi, Tom !.
En 1994, il se voit fort discrètement décerner le prix Goncourt jeunesse pour Une histoire à spirales (Grasset Jeunesse, 1994).

## Œuvres

### Romans
- Le Prince d'Aéropolis (Éditions de l'amitié, 1986)
- L'Île de Pingo-Pingo (Éditions Phébus, 2003)[5]
- La Quadrature du meurtre (Éditions Phébus, 2006)
- Hécatombe de lunatiques (Éditions Phébus, 2010)
- Sherlock Holmes : compléments d'enquête (Andersen éditions, 2021)

### Ouvrages de littérature jeunesse
Les œuvres de Jean Alessandrini se caractérisent par une mise en scène des mots-images
- Paul et le Chat vert (Bayard, coll. J'aime lire, 1977) illustré par l'auteur
- Paul et le Robot (Bayard, coll. J'aime lire, 1979) illustré par l'auteur
- Paul et le Takin (Bayard, coll. J'aime Lire, 1985) illustré par l'auteur
- L'Équipe des chiffres (Hatier, 1987)
- Le Magicien fou (Hatier, 1989)
- Rentre chez Toi, Tom ! (Hatier, coll. Hibou-Caribou, 1988)
- Date limite (Rageot coll. Aventure, 1993)
- Le Détective de minuit (Rageot coll. Cascade, 1994)
- Une histoire à spirales (Grasset Jeunesse, 1994)  (ISBN 2246488613)
- Mystère express ( Rageot coll. Cascade, 1995)
- La Malédiction de Chéops (Amitié, 1989, rééd. Rageot coll. Cascade, 1995)
- Pas de quoi rire ! (Rageot coll. Cascade, 1996)
- Il en manque toujours un (Grasset Jeunesse, Lecteurs en herbe, 1997) illustré par Sophie Kniffke
- Mystère et Charchafouille (Rageot coll. Cascade, 1997) illustré par Thierry Christmann
- Mystère et Hamburger (Rageot coll. Cascade, 1998) illustré par Thierry Christmann
- Le Labyrinthe des cauchemars (Rageot coll. Cascade, 1998) illustré par l'auteur
- L'Ours qui voulait lire (Gautier-Languereau, 1999) illustré par Sophie Kniffke
- Animal Circus (Rageot coll. Cascade, 2000) illustré par Sophie Kniffke
- Les Sept Queues de l'ours (Callicéphale, 2001) illustré par Sophie Kniffke
- Qui a vu l'ours ? (Callicéphale, 2002) illustré par Sophie Kniffke
- Mystère et Chocolat (Bayard, coll. J'aime Lire, 2003) illustré par Jean-Louis Besson
- Le Bavard à moustaches (Nathan, 2003)
- L'ours sort ses griffes (Rageot coll. Cascade, 2004)

### Ouvrages graphiques
- Typomanie, éditions La Noria (1977), Collection l’Œil de la lettre (avec une préface de Massin).  (ISBN 2857210264)[6]
- L’ABC de la lettre, éditions Retz (1987)
- Abécédaire, où Quand le Mot devient Image, éditions Retz (1986)
- Codex 1980, éditions Atelier Perrousseaux (2021)
- « Quand le mot devient image », éditions Retz

### Divers
- Drapeaux, les couleurs du monde, Hatier (1993) [7]

### Nouvelles
Plusieurs nouvelles publiées dans Lui à partir de 1967 (dont certaines illustrées par lui-même) et dans Pilote à partir de 1970.

### Illustrations
Plusieurs des illustrations originales pour l’édition et la presse ont été acquises par le musée Tomi-Ungerer – Centre international de l'illustration situé à Strasbourg.

## Exposition
- Jean Alessandrini, aventures alphabétiques, Bibliothèque nationale et universitaire de Strasbourg, du 29 janvier au 22 mars 2025[9].